# 브뤼셀 악기박물관
브뤼셀 악기박물관(프랑스어: Musée des instruments de musique, 네덜란드어: Muziekinstrumentenmuseum)은 벨기에 브뤼셀에 있는 악기박물관이다. 